# Moe Makosso Tchinkosso
Pour les articles homonymes, voir Makosso.
 (janvier 2021).
La mise en forme du texte ne suit pas les recommandations de Wikipédia : il faut le « wikifier ».
Les points d'amélioration suivants sont les cas les plus fréquents :
- Les titres sont pré-formatés par le logiciel. Ils ne sont ni en capitales, ni en gras.
- Le texte ne doit pas être écrit en capitales (les noms de famille non plus), ni en gras, ni en italique, ni en « petit »…
- Le gras n'est utilisé que pour surligner le titre de l'article dans l'introduction, une seule fois.
- L'italique est rarement utilisé : mots en langue étrangère, titres d'œuvres, noms de bateaux, etc.
- Les citations ne sont pas en italique mais en corps de texte normal. Elles sont entourées par des guillemets français : « et ».
- Les listes à puces sont à éviter, des paragraphes rédigés étant largement préférés. Les tableaux sont à réserver à la présentation de données structurées (résultats, etc.).
- Les appels de note de bas de page (petits chiffres en exposant, introduits par l'outil «  Source ») sont à placer entre la fin de phrase et le point final[comme ça].
- Les liens internes (vers d'autres articles de Wikipédia) sont à choisir avec parcimonie. Créez des liens vers des articles approfondissant le sujet. Les termes génériques sans rapport avec le sujet sont à éviter, ainsi que les répétitions de liens vers un même terme.
- Les liens externes sont à placer uniquement dans une section « Liens externes », à la fin de l'article. Ces liens sont à choisir avec parcimonie suivant les règles définies. Si un lien sert de source à l'article, son insertion dans le texte est à faire par les notes de bas de page.
- La présentation des références doit suivre les conventions bibliographiques. Il est recommandé d'utiliser les modèles {{Ouvrage}}, {{Chapitre}}, {{Article}}, {{Lien web}} et/ou {{Bibliographie}}. Le mode d'édition visuel peut mettre en forme automatiquement les références.
- Insérer une infobox (cadre d'informations à droite) n'est pas obligatoire pour parachever la mise en page.

Pour une aide détaillée, merci de consulter Aide:Wikification.
Si vous pensez que ces points ont été résolus, vous pouvez retirer ce bandeau et améliorer la mise en forme d'un autre article.
Moe Makosso Tchinkosso orthographié Moe Me'kosso me Tchikuussu (et non tchinkosso  qui veut dire cheville en tchivili) est un monarque du royaume de Loango qui est monté sur le trône de 1875 à 1885,.
Tchikuussu  signifie " truand " ou " téméraire "

## Accession au trône
En 1875, à la mort du roi, l'actuel Mâ Loango, Nganga Mvoumba Me'kosso me Tchikuusu, bien que "mwane nkassi", fils d'une des sœurs du roi défunt, n'était pas l'héritier le plus direct. Énergique et adulé par les habitants de Bwali, il s 'empare du pouvoir par la force, aidé de quelques partisans. Tchikuussu signifie "truand" ou "téméraire". Cette usurpation brutale n'est pas du goût des notables qui l'écartent, et le premier neveu est sacré roi. Mais ce dernier déplait rapidement à son entourage, et Me'kosso est rappelé au début de cette année. II n'est pas encore couronné. Ce qui lui vaudrait, s'il arrivait à mourir subitement, d'être enterré à Loubou et non dans la sépulture royale de Loandjili.

## Fondation de la mission catholique de Loango
Plusieurs raisons poussent les missionnaires à fonder la mission de Loango. D'abord, le Mä Loango et ses administrés qui demandaient, depuis 1876, aux missionnaires de s'établir chez eux. Ensuite, Savorgnan de Brazza considérait Loango comme le point de départ de ses explorations vers le haut Congo. En effet, les navires français y trouvaient un excellent mouillage et une rade toujours tranquille.
En octobre 1882, le Père Hippolyte Carrie se rend à Loango et fait l'acquisition d'un vaste terrain d'une centaine d'hectares.
Le contrat signé le 11 octobre 1882 avec les chefs du pays stipule :
« Sa majesté Moe Me'Kosso me tchikuussu et les chefs susdits cèdent en toute propriété au dit R.P. Carrie qui accepte, un terrain de la contenance de 100 hectares environ, situé au Loango et limité comme il suit : au nord, par la baie de Loango ; à l'est, par la vallée Loubenda qui, dans son entier fait partie de la propriété cédée à la mission catholique ; à l'ouest, par la petite rivière Matali ; au sud par des limites posées d'un commun accord par les parties contractantes. Cette cession de terrain est faite au R.P. Carrie moyennant la somme de 50 pièces ou cortades et un baril de tafia (rhum industriel) de 25 gallons, somme qui sera payée une fois pour toutes. En outre, la mission payera annuellement, à titre d'impôt : 
1. au roi, deux gallons de tafia par mois ;
2. au Mamboma de Loubou, un gallon de tafia par mois.

À ces conditions, la mission sera libre de toute autre redevance ou coutumes, de toutes visites onéreuses de la part des chefs du pays, et sera protégée et défendue dans ses droits de propriété par lesdits chefs, toutes les fois que besoin en sera. »
Les signataires sont :
- Moe me'kosso, roi de Loango
- Pedro Gimbel Pangou, fils du roi et chef du village Martinique
- Mamboma Bitoumbou, capitaine mor
- Mamboma Mavinga de Loubou

d'une part,
- Révérend père Hippolyte Carrie, supérieur de la mission de Lãndana et vice-préfet apostolique du Congo

d'autre part.

## Traité de Punta-Negra
La fin du xixe siècle voit s'accentuer le déclin du Royaume de Loango. Celui-ci subit les dommages collatéraux de la rivalité des Européens en Afrique Centrale (course au clocher), notamment entre l'enseigne de vaisseau Pierre Savorgnan de Brazza et l'explorateur Henry Morton Stanley. Afin de s'assurer le contrôle unilatéral de la façade maritime du Congo et du Gabon, la France impose des traités aux autorités traditionnelles. 
Le Mâ Loango Moe Me'kosso meTchikuussu, qui régna de 1882 à 1885, affaibli par le blocus de la côte établi par l'aviso Sagittaire, empêchant tout contact entre les villages, fut contraint de capituler. Le 12 mars 1883, il signe avec le lieutenant de vaisseau Robert Cordier, un traité de souveraineté, de commerce et de cession du territoire, en présence des négociants portugais Manuel Saboga et français Ferdinand Pichot. 
Par ailleurs, le pouvoir central du Mâ Loango s'estompe au profit de potentats locaux. Certains d'entre eux, parmi lesquels André Moé-Loemba (autochtone élevé par les missions portugaises, fondateur du village de Tchimbamba), Mamboma Me'kosso, Mvumvo Lucieno et Matchimbamba paraphent, le 21 juin 1883, le traité de Punta-Negra, avec le même lieutenant de vaisseau Cordier, permettant à la France de prendre possession de ce territoire. 

## Conférence de Berlin
La conférence de Berlin (1884-1885) a favorisé l'élimination ou l'atténuation de la plupart des formes existantes d'autonomie et d'auto-gouvernance africaines. 
Les prérogatives du Maloango ont été ignorées et une partie de son Royaume a été ajouté au Portugal, tout comme une partie du royaume de Kakongo a été donnée à l'État indépendant du Congo. Par ailleurs, la France, est trop occupée à développer ses nouvelles possessions de l'Oubangui-Chari et de la Sangha dans la direction du Nil et du lac Tchad, plutôt que de consacrer une attention sérieuse à cette partie de leur riche colonie, de sorte que le Loango et les provinces du Bas-Kongo, parties de leurs énormes possessions, ont été négligées.